# 致我的星星
《致我的星星》由《在你視線停留的地方》原製作團隊拍攝，於2021年1月22日每周三集透過ENGD播出的韓國網絡劇。憑藉完美的外貌和天賦，出道以來從未出現過下滑的演員姜瑞俊（孫宇賢 飾），彷彿天上的星星般發光的他，因為某件事情進入了廚師韓智宇（金江珉 飾）的世界，經歷了微妙的情感變化。第一季台灣由LINE TV播出。
2021年9月30日，宣布將製作第二季。台灣2022年6月5日起將由LINE TV獨家播出第二季，並由原班人馬孫宇賢及金江珉主演。

## 劇情大綱
外貌出眾的當紅演員姜瑞俊（孫宇賢飾），就像天上星星般閃耀，某日因為暴力事件為躲避記者，意外和廚師韓智宇（金江珉飾）開始同居生活。

## 演員陣容

### 主要人物
以下爲主要角色之演員及介紹列表。
| 演員   | 角色   | 介紹                                                                     |
| 孫宇賢 | 姜瑞俊 | 完美的視覺和天生的才能，公認的頂級明星。                                 |
| 金江珉 | 韓智宇 | 不動搖的韌勁向著目標前進，默默走自己路的暖男廚師。                       |
| 全在英 | 金弼賢 | 姜瑞俊經紀公司TB娛樂代表。也是韓智宇的房東。                             |
| 真權   | 白虎民 | 姜瑞俊貼身助理。                                                         |
| 孔在賢 | 金炯基 | 韓智宇的餐廳老闆，為留學派廚師。漸漸發現自己對於智宇有說不出的異樣情感。 |
| 韩智元 | 李潤瑟 | 娛樂線記者，以銳利的直覺嘗試挖掘出事件的真相。                           |

## 原聲帶
以下爲原聲帶收錄之配樂列表
| 曲序 | 曲目                           | 演唱    |
| ---- | ------------------------------ | ------- |
| 1.   | I'll Be There                  | Johnny  |
| 2.   | I'll Be There (Korean Version) | NewKidd |
| 3.   | To My Star                     | 孫宇賢  |
| 4.   | Left Hand                      | NewKidd |
| 5.   | I'll Be There (Instrumental)   | NewKidd |

## 外部連結
- 《To My Star》[]－Netflix（英文）
- to my star official （页面存档备份，存于）
- to my star s2 （页面存档备份，存于）